# ناحیه پرکند
ناحیهٔ پرکند (به ازبکی: Parkent tuman، پرکېنت تومنی) یک ناحیه در ازبکستان است که در ولایت تاشکند واقع شده‌است. ناحیه پرکند ۱٬۰۸۰ کیلومتر مربع مساحت و ۱۷۸٬۲۰۰ نفر جمعیت دارد.